# Невшехир (ил)
Невшехир (тур. Nevşehir) — ил в центральной части Турции.
Ил был создан в 1954 году, он охватывает большую часть исторического региона Каппадокия. Национальный парк Гёреме и пещерные поселения Каппадокии входят в список объектов Всемирного наследия ЮНЕСКО.

## География
Ил Невшехир граничит с илом Кыршехир на северо-западе, Аксарай на юго-западе, Нигде на юге, Йозгат на северо-востоке и Кайсери на юго-востоке.
Вулканический комплекс Аджыгёл-Невшехир.
Крупные реки: Кызыл-Ирмак.

## Население
Население — 309 914 жителей (2009). В округе проживает большое количество туркменов.
Крупнейший город — Невшехир.

## Административное деление
Ил разделён на 8 районов:
1. Аджыгёл (Acıgöl)
2. Аванос (Avanos)
3. Деринкую (Derinkuyu)
4. Гюлшехир (Gülşehir)
5. Хаджыбекташ (Hacıbektaş)
6. Козаклы (Kozaklı)
7. Невшехир (Nevşehir)
8. Ургюп (Ürgüp)

## Достопримечательности
- исторический национальный парк Гёреме,
- древние поселения в Учхисаре, Зельве, Ортахисаре, Чавушине и Ургюпе;
- подземные города Каймаклы и Деринкую, Ючхисар;
- церкви в Перибаджалары, Тавшанлы, Карачалы, Эльмалы и церковь Св. Василия в Ургюпе;
- монастырь Башмелек;
- крепости в Невшехире и Ургюпе; обитель дервиша Гаджи Бекташа Вели;
- Большая мечеть в Аваносе;
- медресе Дамата Ибрагима паши, Ташкына паши и Каравезира;
- мечети Кая, Алаеддина, Кызылкая Кёю, Ашчибаши и каменная мечеть;
- постоялый двор Бейлик;
- горячие источники Сарыхан и Козаклы;
- музеи в Невшехире, Гаджибекташе и в Ургюпе,
- музеи под открытым небом Гёреме и Зельве
- мавзолей поэта-мистика Юнуса Эмре в Кыршехире
- комплекс Дамат Ибрахим Паша Джамии в Невшехире